# باشگاه فوتبال زنان ملبورن سیتی
باشگاه فوتبال زنان ملبورن سیتی نماینده زنان ملبورن درلیگ برتر فوتبال زنان(ای-لیگ زنان) استرالیا است.